# An Englishman in New York
An Englishman in New York ist eine biografische Verfilmung aus dem Jahr 2009 über den homosexuellen britischen Schriftsteller Quentin Crisp und seine späten Jahre in New York. Der Film ist eine Fortsetzung des im Jahre 1975 veröffentlichten Fernsehfilmes The Naked Civil Servant. In beiden Filmen spielt John Hurt die Hauptrolle. Am 7. Februar 2009 hatte der Film seine Deutschlandpremiere auf der Berlinale.

## Handlung
In den frühen 1980er-Jahren zieht es Quentin Crisp nach New York. Der Film The Naked Civil Servant hat ihn auch in Amerika zu einer Bekanntheit gemacht. Er nutzt seine steigende Popularität und tritt in verschiedenen Theatern mit seiner „One Man Show“ unter dem Titel „How to Be Happy“ auf, in der er amüsant und bissig auf Fragen des Publikums antwortet. In einer seiner Vorstellungen ist auch Connie Clausen anwesend. Sie nimmt Quentin Crisp unter ihre Fittiche und wird seine Agentin. Schon bald sind seine Auftritte mehr als nur ein Geheimtipp einer kleinen Szene. Connie ist es dann auch, die für Quentin Crisp einen Job als Filmkritiker bei dem Magazin „The Village Voice“ besorgt. Phillip Steele, der Herausgeber des Magazins, und Quentin freunden sich im Laufe der Zeit miteinander an. Sie besuchen schwule Bars und unzählige Partys. Auch dort kann Quentin Crisp seinen scharfzüngigen Witz unter die Leute bringen. Als die Einwanderungsbehörde Quentin Crisp des Landes verweisen will, beruft er sich auf einen Paragrafen in den Statuten auf seine „besonderen Verdienste“ und erhält daraufhin eine unbefristete Aufenthaltserlaubnis mit den Status „Resident Alien“.
Eines Tages macht sich Quentin Crisp mit einer unbedachten Äußerung darüber, dass „AIDS nur eine weitere Modeerscheinung sei“ viele Feinde vor allem in der schwulen Szene New Yorks. Geplante Vorstellungen seiner Show werden abgesagt und auch eine geplante Lesereise für sein neues Buch wird auf Eis gelegt. Sogar zwischen ihm und Phillip Steele kommt es deshalb zum Bruch. Es wird immer einsamer um Quentin Crisp, bis der junge Künstler Patrick Angus ihn eines Tages in einem Café anspricht. Er verehrt Crisp und möchte seine Meinung zu seinen Gemälden hören. Crisp lässt sich auf Angus ein und im Laufe der Zeit freunden sie sich immer mehr an. Quentin versucht die Bilder von Patrick in eine Galerie zu bringen, doch die potentiellen Galeristen winken ab, denn sie finden die Bilder zu „schwul“. Letztendlich kann er Phillip Steele davon überzeugen, einige von Patricks Bildern in der „Village Voice“ abzudrucken. Aufgrund dieser Veröffentlichung findet sich schließlich auch eine Galerie, die die Bilder von Patrick ausstellt. Er kann diesen Ruhm allerdings nur kurz genießen, denn Patrick stirbt an AIDS.
Es kommt zu dieser Zeit auch wieder zu einer erneuten Annäherung zwischen Quentin und Phillip, die auch Bestand hat, als Quentin Crisp von der Performancekünstlerin Penny Arcade dazu überredet wird, mit ihr gemeinsam aufzutreten. Durch sie wird Quentin in den beginnenden 1990er Jahren nun einem neuen und jungen Publikum vorgestellt. Quentin Crisp bekommt im hohen Alter sogar noch einmal eine Filmrolle in einem Kinofilm angeboten. Er reist nach England, um in der Verfilmung Orlando die Rolle der Königin Elisabeth I. zu spielen.
Dem inzwischen 90-jährigen Quentin fallen seine Auftritte zunehmend schwerer, denn seine Gesundheit verschlechtert sich mehr und mehr. Sowohl Penny als auch Phillip kümmern sich um ihn. Als es Quentin einmal wieder sehr schlecht geht, und er sich darüber mit Phillip unterhält, spricht er ihn zum ersten Mal mit Vornamen an, denn bisher hat er ihn immer nur mit „Mister Steele“ angesprochen, da sich dieses nach seiner Auffassung um Respekt gegenüber der anderen Person handelt. Quentin wird noch einmal zu einer Lesereise nach England eingeladen, doch Penny macht sich große Sorgen, ob er einen solch langen Flug noch überstehen kann. Er will sich aber nicht schonen und nimmt dafür auch seinen Tod in Kauf. Der Film endet mit Quentins letztem Auftritt in einem Schwulenclub in Florida, wo er nochmal seine Lebensweisheiten teilt. Danach bricht er nach England auf, wo er am Abend vor dem ersten Termin seiner Lesereise stirbt.

## Auszeichnungen
Im Rahmen der Berlinale wurde Hauptdarsteller John Hurt mit einem Spezial-Teddy für seine schauspielerische Leistung geehrt. Bei den 20. Lesbisch Schwulen Filmtagen in Hamburg erhielt der Film den Publikumspreis GLOBOLA als bester Langfilm.
26. Schwule Filmwoche Freiburg 2010: Lieblingsfilm des Publikums, Note 1,43